# Hanns Kräly
Hanns Kräly (ur. 16 stycznia (lub 16 czerwca) 1884 w Hamburgu, zm. 11 listopada 1950 w Los Angeles) – niemiecki scenarzysta i aktor filmowy. 
W latach 1910–1918 występował w niemieckich filmach z udziałem Asty Nielsen, duńskiej gwiazdy kina niemego. Zasłynął jednak jako scenarzysta i stały współpracownik reżysera Ernsta Lubitscha. W latach 1915–1929 pracowali wspólnie przy 30 filmach - początkowo w Niemczech, a później w Hollywood. Wśród nich były liczne filmy z udziałem Poli Negri i Emila Janningsa, jak m.in. Oczy mumii Ma (1918), Carmen (1918), Madame Dubarry (1919), Anna Boleyn (1920), Sumurun (1920), Dzika kotka (1921) czy Cesarzowa (1924).
Otrzymał Oscara za najlepszy scenariusz adaptowany do filmu Lubitscha Patriota (1928). Nominowano go do tej nagrody również za filmy Koniec pani Cheyney (1929) Sidneya Franklina oraz Ich stu i ona jedna (1937) Henry'ego Kostera.